# Robert Schmidt

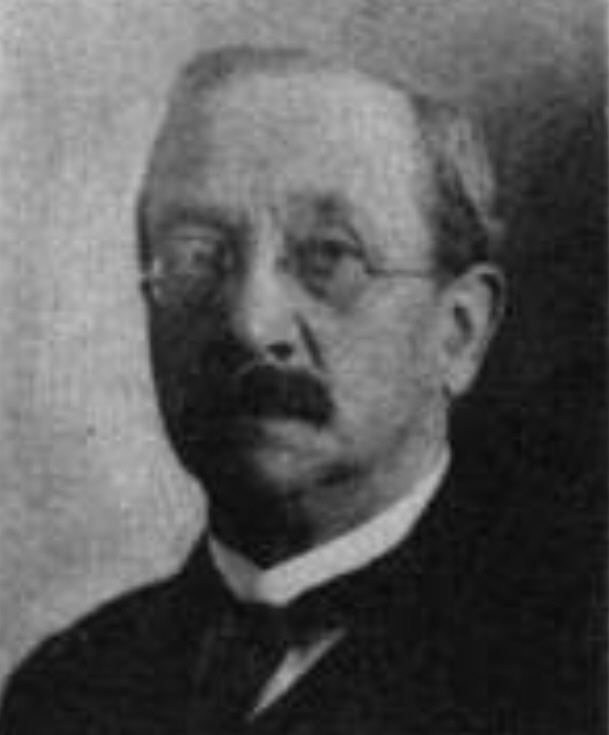
Robert Schmidt.

Robert Schmidt (15 de mayo de 1864 - 16 de septiembre de 1943) fue un sindicalista, periodista y político alemán, miembro del Partido Socialdemócrata de Alemania (SPD). 

## Biografía
Robert Schmidt nació en Berlín el 15 de mayo de 1864. Fue aprendiz como constructor de pianos y desde 1890 hasta 1893 fue miembro de la junta directiva de la asociación de constructores de pianos de Berlín.
De 1893 a 1902, fue editor del periódico socialdemócrata Vorwärts.
De 1893 a 1898 y de 1903 a 1918, Schmidt fue miembro del Reichstag del Imperio alemán por el Partido Socialdemócrata de Alemania (SPD). En 1902, fue miembro de la Asociación General de los Sindicatos Alemanes y de 1903 a 1910 fue jefe del Zentral-Arbeitersekretariat.
En 1918, se convirtió en Unterstaatssekretär de la Kriegsernährungsamt. Después de la Revolución de Noviembre, fue elegido a la Asamblea Nacional de Weimar (1919-20). Permaneció como miembro del Reichstag hasta 1930.
En 1919, Schmidt se convirtió en ministro de Alimentación en el gabinete de Philipp Scheidemann. Continuó sirviendo en el gobierno como ministro de Economía en el gabinete de Gustav Bauer. Conservó este puesto en los gabinetes de Hermann Müller y Joseph Wirth de marzo de 1920 a noviembre de 1922, interrumpido solo por el gabinete de Konstantin Fehrenbach (junio de 1920 a mayo de 1921), que excluyó al SPD. En 1923, fue vicecanciller de Alemania y ministro de Reconstrucción en el primer gabinete de Gustav Stresemann. En 1929, nuevamente sirvió brevemente como ministro de Reconstrucción en el segundo gabinete de Hermann Müller.
Schmidt murió el 16 de septiembre de 1943 en Berlín.